# Bénédicte Ollier
Pour les articles homonymes, voir Ollier.
Bénédicte Ollier, née le 23 septembre 2003, est une coureuse cycliste française.
En octobre 2023, elle annonce arrêter sa carrière à 20 ans pour son bien-être mental.

## Palmarès sur route
- 2021
  - Chrono des Nations juniors

## Palmarès sur piste
- 2018
  - 2e du championnat de France de vitesse par équipes juniors
- 2019
  - 2e du championnat de France de vitesse par équipes juniors
- 2021
  -  Championne de France de vitesse juniors
  -  Championne de France de la course aux points juniors
  -  Championne de France du scratch juniors
  -  Médaillée d'argent du championnat du monde de poursuite juniors
  -  Médaillée d'argent du championnat du monde de poursuite par équipes juniors
  -  Médaillée d'argent du championnat du monde de l'américaine juniors
  - 2e du championnat de France de poursuite juniors
  - 3e du championnat de France de vitesse
  - 3e du championnat de France de l'omnium
- 2022
  -  Championne de France du scratch